# Krawczun Halina
Krawczun Halina (Węgorzewo, 1957. február 13. –) Ipari Formatervezési Nívódíjas, Porcelán Nagydíjas és Zsolnay Vilmos-díjas formatervező művész, festő, művészeti tanár.

## Élete
1983-ban diplomázott a Magyar Iparművészeti Egyetem porcelán és kerámia szakán. 1984-ben részt vett a Magyar Iparművészeti Egyetem Art & Design nevű posztgraduális képzésén.
1983 és 1989 között formatervező művész volt a pécsi Zsolnay porcelángyárban. 1989-től a Pécsi Művészeti Szakközépiskola művésztanára és szakosztály vezetője lett. Festészettel és grafikával is foglalkozik. Tagja a Lengyel Képzőművészeti Szövetségnek, a Magyar Képző- és Iparművészeti Szövetségnek, a MAOE-nek, a Pécs – Baranya Művészei Társaságnak, illetve alapítótagja és alelnök vezetője a Lengyel Alkotó Fórumnak.
Számos díjat és szakmai kitüntetést kapott. Rendszeresen részt vesz hazai és külföldi kiállításokon, művésztelepeken, szimpóziumokon. Szakmai előadásokat, szemináriumokat tart itthon és külföldön egyaránt. Művei megtalálhatóak magyar és külföldi közgyűjteményekben és magángyűjteményekben.
1983-tól rendszeresen részt vesz külföldi és belföldi művésztelepeken: Meißen (D), Freiburg (D), Duisburg (D), Neu Kirche (D), Opole (Pl), Varsó (Pl), Tułowice (Pl), Ustroń (Pl), Nysa (Pl), Kędzierzyn-Koźle (Pl), Wrocław (Pl), Vieste (I), Olimpic Beach (Gr), Arnhem (Nl), Kecskemét (H), Siklós (H), Sellye (H), Bicsérd (H), Gébárt-Zalaegerszeg (H), Limoges (F), 2010 Kairó, Alexandria, Siwa, Fajum (ET)

## Végzettsége
- 1972–1977: Képzőművészeti Szakközépiskola (Suprasl, Lengyelország), Festő szak
- 1978–1983: Magyar Iparművészeti Egyetem, Porcelán, Üveg és Kerámia szak. Mesterek: Csekovszky Árpád, Schrammel Imre, Litkei József
- 1984–1985: Magyar Iparművészeti Egyetem, Posztgraduális képzés: Art & Design MIF-ART-DESIGN ügyvezető

## Munkássága
- 1983–1989: porcelán és kerámiatervező formatervező iparművész, Zsolnay Porcelán Manufaktúra Rt., Pécs
- 1989 – jelenleg: kerámia szaktanár és szakosztály vezető, Pécsi Művészeti Szakközépiskola.
- 1989 – jelenleg: külsős porcelán és kerámiatervező iparművész, Zsolnay Porcelán Manufaktúra Rt., Pécs
- 1989 – jelenleg: elnök, Baranyai Lengyelség Lengyel Klub, Pécs

Emellett a következő szakmai tevékenységekkel is foglalkozik: festészet, olajfestés, szita-technika, porcelán festőtechnika, eozin technika, olajpasztell, grafika, monotípia.

## Tagságai
- Magyar Fiatal Iparművészeti Stúdió
- Magyar Alkotóművészek Országos Egyesülete (MAOE)
- Magyar Képzőművészeti és Iparművészeti Szövetség
- Magyarországon élő Lengyel Művészek Társasága
- Lengyel Képzőművészek Szövetsége
- Lengyel Alkotó Fórum (alapító tag és alelnök)
- Pécs – Baranya Művészei Társaság

## Díjai, szakmai kitüntetései
- 1984 Zagreb, NKT oklevél
- 1985 Ipari Formatervezési Nívódíj
- 1985 I.F.N. Miniszteri kitüntetés
- 1986 Vallauris, Nemzetközi Kerámia Biennálé, oklevél
- 1987 Faenza, Nemzetközi Kerámia Verseny, oklevél
- 1987 Porcelán Nagydíj Vallauris
- 1989 Sopot, Porcelán Díj
- 1991 Sopot, Nemzetközi Kerámia Triennálé, díj
- 1998 Pécs, Zsolnay Porcelángyár, dekor pályázati díj
- 1999 Magyarországi Lengyelekért Díj
- 2000 Hugexpo:  Magyar Termék Nagydíj, Ginko Biloba (Ősz) Porcelán fajansz Zsolnay nagykészlet Archiválva 2017. szeptember 29-i dátummal a Wayback Machine-ben dekor terv
- 2002 Hungexpo: Magyar Termék Nagydíj, Lóhere minta (Tavasz) Porcelán fajansz Zsolnay-nagykészlet dekorterv
- 2003 Magyar Termék Nagydíja „Ősz” elnevezésű Zsolnay – készletcsalád
- 2004 Budapest, Gingko Biloba Zsolnay porcelán készlet: Magyar Termék Nagydíj
- 2004 Budapesti Nemzetközi Vásár díja „Ősz” készlet
- 2006 Budapesti Nemzetközi Vásár díja „Nyár” elnevezésű Zsolnay – készletcsalád
- 2006 IGB Toruń oklevél (PL)
- 2007 Pécs Önkormányzat Díja, Pécs város Kultúráért
- 2008 Magyar Termék Nagydíja „Nyár” elnevezésű Zsolnay – készletcsalád

## Művei közgyűjteményekben
- Janus Pannonius Múzeum, Pécs
- Nemzetközi Kerámia Alkotótelep Gyűjteménye, Siklós
- Nemzetközi Kerámia Stúdió Gyűjteménye, Kecskemét
- BVA Galéria gyűjteménye, Opole, Lengyelország
- BVA Galéria gyűjteménye, Sopot, Lengyelország
- Gébárti Nemzetközi Alkotótelep Gyűjteménye, Zalaegerszeg
- Iparművészeti Múzeum Gyűjteménye, Budapest
- BWA Gyűjtemény, Budapest
- Schneider Galéria Gyűjteménye, Freiburg, Németország
- Hugo Galéria, Bécs, Ausztria

## Művei magángyűjteményekben
Tokió, Brooklyn, Varsó, Berlin, Hamburg

## Művek közterületen és középületen, köztéri alkotások
- „Dunai hullám” pirogránit fali kompozíció. Mohács, Mohácsi Művelődési Ház, 1986.
- „Ginko Bilboa homlokzat” pirogránit medalionok, fali díszítő elemek. Pécs, Perczel Mór utcai társasház, 2003.
- II. János Pál pápa bronz emlékdombormű. Pécs, Székesegyház, 2007.
- Sikorski Tádé-emléktábla, bronz dombormű, Pécs, Sikorski-ház (Gyugyi-gyűjtemény) 2010.

## Válogatott egyéni kiállításai
- 1986 Pécsi Kisgaléria; Kecskeméti Művelődési Központ; Hajdúböszörményi Művelődési Központ; Nyíregyháza Művelődési Központ
- 1987 Budapest Ferencvárosi Pincetárlat; Szegedi Művelődési Ház
- 1988 Komlói Művelődési Ház
- 1991 Sopot: Nevelők Háza
- 1993 Pécsi Kisgaléria, Tulowice
- 1994 Opole
- 1995 Warszawa (PL), Łazienki Galéria
- 2007 Baranyai Kulturális Központ, Pécsi Képtár, Budapest, Lengyel Múzeum
- 2008 Krynica (PL)
- 2009 Pécs Gebauer Galéria, Pécs Képcsarnok
- 2010 Kairó, Művészetek Háza Pécs
- 2011 Pannon Galéria Pécs

## Válogatott csoportos Kiállításai
- 1983 Fiatal Művészek Klubja kiállítás, Mozgalmi Ház, Pécs
- 1983 Zsolnay-gyári művészek kiállítása, Duna Galéria, Budapest
- 1983, 1985, 1986 Nemzetközi Kerámia Verseny, Faenza
- 1984 FIS kiállítása, Ernst Múzeum, Budapest
- 1984 Nemzetközi Mini Kerámia Triennálé, Zágráb
- 1984 Nyitó Kiállítás, Pécsi Kisgaléria, Pécs
- 1984, 1986, 1988, 1990, 1992, 1994 Országos Kerámia Biennálé, Pécs
- 1984, 1985 Szimpózion Kiállítás, Siklós
- 1985 Országos Szilikátipari Triennálé, Kecskemét
- 1985 Warszawa (PL)
- 1985 Dél-dunántúli művészek kiállítása, Opole
- 1985 BWA Modern magyar kerámia, Freiburg
- 1988 Harminc év a Zsolnay-gyár alkotó műhelyében, Művészetek Háza, Pécs
- 1991 Nemzetközi Kerámia Triennálé, Sopot
- 1995 „Az agyag mesterei”-MKT, Vigadó Galéria, Budapest
- 1996 „Magyarországon élő lengyelek kiállítása”-Pest Center, Budapest
- 2002 PBMT Kiállítás, Zalaegerszeg
- 2003 PBMT Kiállítás, Újlipótváros
- 2004 PBMT Kiállítás, Szekszárd
- 2003, 2004, 2005 Absztrakt festmények, Sellye
- 2005 Warszawa, Łazienki Galéria (PL)
- 2005 Gébárt, Zalaegerszeg
- 2005 Neukirche (D), Duisburg (D), Kassa, Katowice (PL)
- 2006 Árkád Galéria, Budapest, Gébárt, Budapest, MH, Lengyel Múzeum, Budapest
- 2007 Lengyelmúzeum Budapest
- 2008 Maribor PBMT, Felbach PBMT, Budapest Olef Palme Galéria, Hódmezővásárhely, Zalaegerszeg
- 2009 Erőd Galéria, Komárom
- 2009 Esterházy Múzeum, Győr
- 2009 Duna Galéria, Budapest
- 2009 Bicsérd, Prága (CZ), Valloris (FR)
- 2009 Olef Palme Galéria, Budapest
- 2010 Kairó, Kisgaléria, Pécs, Bicsérd, PBMT Pécs
- 2011 Nádor Galéria, Pécs, Japán Porcelán Szimpózium, Siklós

## Művésztelepek, szakmai fórumok
- 1984, 1985 Siklós
- 1985 Meissen, porcelángyári ösztöndíj
- 1986 Kecskemét, NKS ösztöndíj
- 2003 Duisburg, Németország
- 2004 Viesta, Olaszország
- 2003, 2004, 2005, 2006 Sellye
- 2005, 2006, 2008, 2009 Zalaegerszeg GébÁrt